# Otto Maußer
Otto Ernst Maußer oder kurz Otto Mausser (* 3. Oktober 1880 in Grafenau (Niederbayern); † 1. Juli 1942 in München) war ein bayerischer Germanist und Mundartforscher.

## Leben
Maußer, der Sohn eines Briefträgers (Postexpeditor), studierte an der Universität München Philologie, Paläographie, Wirtschaftsgeschichte, Musikgeschichte und Kunstgeschichte und wurde 1906 bei Hermann Paul promoviert (Dissertation: Reimstudien zu Wigamur) und war dann Privatgelehrter und wissenschaftlicher Mitarbeiter bei verschiedenen Zeitungen sowie 1912 bis 1919 wissenschaftlicher Hilfsarbeiter bei der Wörterbuchkommission der Bayerischen Akademie der Wissenschaften. 1915 habilitiert er sich in München (Die Apokope des mittelhochdeutschen -e im Altbayrischen mit besonderer Berücksichtigung der Mundart von Grafenau im bayrischen Wald). Danach war er Privatdozent und ab 1920 außerordentlicher Professor für deutsche Philologie in München. Nach mehreren Vertretungsprofessuren in München, Würzburg und Königsberg wurde er 1938 außerordentlicher Professor für germanische Philologie und Indogermanistik in Königsberg. Dort leitete er auch das Archiv für Runenforschung. Ab 1942 wirkte er aber wieder in München.
Er befasste sich mit bairischen Mundarten, Indogermanistik und Volkskunde.
Maußer war beim SS-Ahnenerbe für eine Abteilung Friesenkunde vorgesehen gewesen. Heinrich Himmler hatte ihn 1937 beauftragt, die Arbeit von Herman Wirth über die Ura-Linda-Chronik zu beurteilen (Wirth war weitgehend isoliert in seiner Ansicht, sie wäre echt), da er um die Reputation des Ahnenerbes fürchtete. Maußer konnte aber ebenfalls keine Belege zur Unterstützung der These von Wirth finden. Er sollte eine kritische Ausgabe der Ura-Linda-Chronik erstellen (wozu Himmler auch seine Bewerbung auf die Professur in Königsberg unterstützte), starb aber vorher.
1930 gab er den Registerband zu Johann Andreas Schmellers Die Mundarten Bayerns heraus.

## Schriften
- Mittelhochdeutsche Grammatik auf vergleichender Grundlage. 3 Bände. München 1932–1933; Nachdruck 1972.